# Gå under jorden
Gå under jorden vil sige at man holder sig skjult for myndighederne eller en fjende.
Det kan i visse tilfælde føre til en strafbar handling; såsom at opholde sig ulovligt i et land eller forsøge at skjule vedkommende o.lign.